# Акаја (Лече)
Акаја (итал. Acaja) је насеље у Италији у округу Лече, региону Апулија.
Према процени из 2011. у насељу је живело 405 становника. Насеље се налази на надморској висини од 35 м.